# Ми, двоє чоловіків
«Ми, двоє чоловіків» (рос. «Мы, двое мужчин») — український радянський художній фільм 1962 року режисера Юрія Лисенка. Екранізація оповідання Анатолія Кузнєцова «Юрка — безштанна команда». Після еміграції Кузнєцова фільм був заборонений до прокату і довгий час не демонструвався.

## Сюжет
До шофера звертається жінка, яка просить взяти в місто свого сина, щоб купити шкільний костюм. Сусід поступається жінці з великим небажанням, проте в дорозі він з хлопчиком подружився.

## У ролях
- Василь Шукшин —  шофер Михайло
- Валерій Король —  Юрка
- Віра Предаєвич —  мама Юрки
- Борис Сабуров —  голова колгоспу
- Джемма Осмоловська —  породілля
- Валентин Грудінін —  товариш по чарці Михайла
- Юрій Кірєєв —  хлопець в пивний
- Володимир Дальський —  продавець одягу
- Марія Капніст —  пасажирка
- Олександра Саламатіна
- Анатолій Костенко
- Надія Новацька
- Борис Лук'янов
- В. Мінченко
- Толя Трофименко —  хлопчик в касці
- Таня Кальсіна —  дівчинка з бідоном

## Творча група
- Автор сценарію: Анатолій Кузнецов
- Режисер-постановник: Юрій Лисенко
- Оператор-постановник: Сергій Лисецький
- Художник-постановник: Микола Рєзник
- Композитор: Євген Зубцов
- Режисер: П. Федоряченко
- Звукооператор: Рива Бісновата
- Режисер монтажу: Тетяна Сивчикова
- Редактор: Л. Чумакова
- Художник по костюмах: З. Корнєєва
- Художник по гриму: Олексій Матвєєв
- Асистенти режисера: Михайло Новиков, Е. Яценко
- Асистенти оператора: Л. Кравченко, Микола Журавльов
- Асистент художника: Микола Поштаренко
- Комбіновані зйомки: оператор — Д. Вакулюк, художник — А. Бойко
- Оркестр оперної студії Київської консерваторії ім. П.І. Чайковського, диригент — Веніамін Тольба
- Директор картини: Г. Брусін

## Цікаві факти
Автомобіль має номер АХ 02-87, що символізує ціну горілки на момент виходу фільму.